# Eleccions legislatives romaneses de 1937
Les eleccions legislatives romaneses de 1937 se celebraren el 20 i el 22 de desembre de 1937, i foren les últimes eleccions celebrades abans de la Segona Guerra Mundial. Va vèncer el Partit Nacional Liberal però no va obtenir majoria suficient i el seu cap Gheorghe Tătărescu, fins aleshores primer ministre de Romania, no va poder formar govern amb els seus rivals, agraris i Guàrdia de Ferro. El rei Carol II va ordenar formar govern Octavian Goga i el febrer de 1938 va dissoldre el Parlament i governà dictatorialment amb suport d'Ion Antonescu.
Resultats de les eleccions de 22 de desembre de 1937 al Parlament de Romania
| Partits i aliances | Vots      | %     | Escons | Vots | % | Escons |
| --- | --------- | ----- | ------ | ---- | - | ------ |
| Partit Nacional Liberal | 1.103.353 | 35,92 | 142    |      |   | 86     |
| Partit Nacional Agrari | 626.612   | 20,40 |        |      |   | 5      |
| Totul pentru Ţară | 478.368   | 15,58 | 66     |      |   | 4      |
| Partit Nacional Cristià | 281.167   | 9,15  | 35     |      |   |        |
| Partit Magiar | 136,139   | 4.43  |        |      |   | 3      |
| Partit Nacional Liberal-Brătianu | 119.361   | 3,89  | 16     |      |   |        |
| Partit Radical dels Agricultors | 69.198    | 2,25  |        |      |   |        |
| Partit Agrari | 52.101    | 1,70  |        |      |   |        |
| Partit Jueu | 43.681    | 1,42  |        |      |   |        |
| Partit Alemany | 43.412    | 1,42  |        |      |   | 3      |
| Partit Socialdemòcrata de Romania | 28.840    | 0,94  |        |      |   |        |
| Partit Popular | 25.567    | 0,83  |        |      |   |        |
| Partit del Front dels Treballadors | 6.986     | 0,23  |        |      |   |        |
| 53 altres | 11.145    | 0,36  |        |      |   |        |
| Total vàlids | 3.026.140 | 98,52 | 387    |      |   | 114    |
| Vots nuls | 45.555    | 1,48  |        |      |   |        |
| Total vots | 3.071.695 | 100   |        |      |   |        |
| Fonts: K. Treptow, "Alegerile din decembrie 1937 şi instaurarea dictaturii regale", a Romania and World War II, 1996, p.42-3 "Cabinet Aims to Rule Chamber in Romania", The New York Times, 24 de desembre de 1937, p. 4 |           |       |        |      |   |        |